# Национальное сопротивление
Национальное сопротивление (исп. Resistencia Nacional, RN) — сальвадорская политическая партия левого толка; одна из пяти партизанско-повстанческих организаций Сальвадора, в 1980 году вошедшая в состав коалиции «Фронт национального освобождения имени Фарабундо Марти» (ФНОФМ) и принимавшая участие в гражданской войне 1980—1992 года. Основана 10 марта 1975 года.

## Создание и структура
RN создана в 1975 году бывшими членами «Революционной армии народа» (исп. Ejército Revolucionario del Pueblo, ERP) — вооружённого крыла Революционной партии Сальвадора. От ERP откололись те, кто выступал за ориентацию на массы, в отличие от милитаристской направленности Революционной армии народа. Во время раскола Революционная армия народа казнила по сфабрикованному обвинению в предательстве Роке Дальтона и Армандо Артеаго. Для некоторых членов ERP это послужило поводом уйти в Национальное сопротивление.
Эрнесто Ховель был генеральным секретарём. Другими основателями Национального сопротивления стали Эдуардо Санчо, также известный как Фарман Сьенфуэгос, Милагро Рамирес, Юлия Родригес и Арсенио.
В том же 1975 году были созданы вооружённые формирования партии — «Вооружённые силы национального сопротивления» (FARN, Fuerzas Armadas de la Resistencia Nacional). Командовал FARN Эдуардо Санчо Костаньеда («Ферман Сьенфуэгос»). Общественно-политическим объединением сторонников движения стала организация «Фронт объединенного народного действия».
RN ориентировалось прежде всего на организацию форм массовой политической активности населения: опыт борьбы за гражданские права афроамериканцев в 1960-е годы и восстание против диктатуры в Сальвадоре 1944 года. Национальное сопротивление проводило работу в людской массе, например, в студенческих организациях и рабочих профсоюзах. Организация базировалась в Морасане, главным образом полевые командиры и боевики; в Сан-Сальвадоре действовали подпольные студенческие организации.
Тем не менее, в своей деятельности партия использовала и террористические методы борьбы (в частности, в период с 1982 по 1990 год она совершили несколько нападений на местных и иностранных бизнесменов). При этом Национальное сопротивление совершало меньше атак по сравнению с ФПЛ или ERP, но боевики RN были эффективнее в действиях по дестабилизации, в ходе их атак было меньше жертв с обеих сторон.
В декабре 1979 года представители трех революционных организаций: «Народные силы освобождения имени Фарабундо Марти» (FPL), «Вооруженные силы национального сопротивления» (FARN) и Коммунистической партии Сальвадора (PCS) заключили соглашению о единстве действий. Совместно ими была разработана программная платформа будущего революционного правительства страны, а согласование позиций по основным вопросам военного, политического, национального и международного характера позволило к маю 1980 года создать общее военное командование (Direccion Revolucionario Unificada — Объединенное революционное руководство).
Наконец, 11 октября 1980 года был создан единый Фронт национального освобождения имени Фарабундо Марти (ФНОФМ), в состав которого 5 декабря 1980 года вошли силы RN.

## RN в ходе гражданской войны (1980—1992)
Оценки общей численности активистов ФНОФМ (и организаций, входивших в состав Фронта в период гражданской войны) варьируются в достаточно широких пределах.
В целом, RN являлась четвертой по численности из пяти организаций ФНОФМ, по состоянию на 1990 год общую численность её вооруженных формирований оценивали в 1500 тыс. бойцов.
Пополнение рядов RN производилось из числа активистов идеологически-близких общественных организаций, в состав которых входили сторонники и сочувствующие этому движению: одним из главных источников пополнения рядов являлись неформальные студенческие организации Национального университета Сан-Сальвадора, некоторое количество сторонников являлись выходцами из Коммунистической партии Сальвадора и социал-демократов или военнослужащими. По состоянию на начало 1980-х годов, общая численность сторонников RN оценивалась в 70-80 тыс. чел.
Структура вооруженных сил RN
- «силы специального назначения» (FES)

- отряд «коммандос» J-27
- отряд «коммандос» U-S-15 («отряд 15 сентября»), состоял из двух взводов

- «стратегические мобильные силы»:

- батальон «Carlos Arias» (BCA)
- батальон «Dolores Ardin» (BDA)
- батальон «Sergio Hernandez» (BSH)

- партизанские отряды и «народная милиция»

После подписания мирных соглашений в 1992 году все вооружённые группировки ФНОФМ, включая формирования RN, были демобилизованы и расформированы.
В 1995 году политические структуры RN объявили о самороспуске партии, активисты вошли в состав ФНОФМ, к тому времени ставшего легальной партией в Сальвадоре, одной из двух основных.

## Хронология деятельности
- в ноябре 1976 года в Сонсонате национальными гвардейцами была арестована поэтесса Лиль Милагро Рамирес[исп.] («Аидее») — бывшая руководительница христианско-демократической молодёжи, в период с 1972 по 1975 год являвшаяся активисткой ERP, а с 1975 года — одной из руководителей RN. При задержании она была ранена выстрелом в голову. Вместе с ней был арестован профессор Мануэль Альберто Ривера, который не имел никакого отношения к партизанско-подпольной деятельности. После допросов и длительных пыток 17 октября 1979 года «Аидее» была убита в заключении[5].